# Clementine Kinderhospital Dr. Christ’sche Stiftung
Die gemeinnützige Clementine Kinderhospital Dr. Christ'sche Stiftung mit Sitz in Frankfurt am Main widmet sich seit 1845 bzw. 1875 dem Betrieb eines Hospitals zur Heilung und Pflege erkrankter Kinder. Ihre Ursprünge gehen auf das Jahr 1835 zurück.

## Dr. Christ‘sche Stiftung
Im Jahr 1835 verfügte der in Frankfurt am Main sehr beliebte und äußerst gefragte Kinderarzt und Geburtshelfer Johann Theobald Christ testamentarisch, sein Vermögen in Höhe von 150.000 Gulden in nachhaltiger Weise für bedürftige kranke Kinder einzusetzen. Die Idee ging auf eine Anregung seines Freundes, des Arztes und Geheimen Nassauischen Hofrates Salomon Stiebel zurück. Soweit mit seinen Mitteln möglich, solle für „arme und kranke Kinder zwischen 4 und 12 Jahren“ aller Konfessionen ein „für sich bestehendes Krankenhaus“ und eine angeschlossene Entbindungsanstalt  für „arme im hiesigen Bürger- und Heimathrecht stehende Frauenspersonen“ eingerichtet werden.

### Christs Kinderhospital (1845–1943)

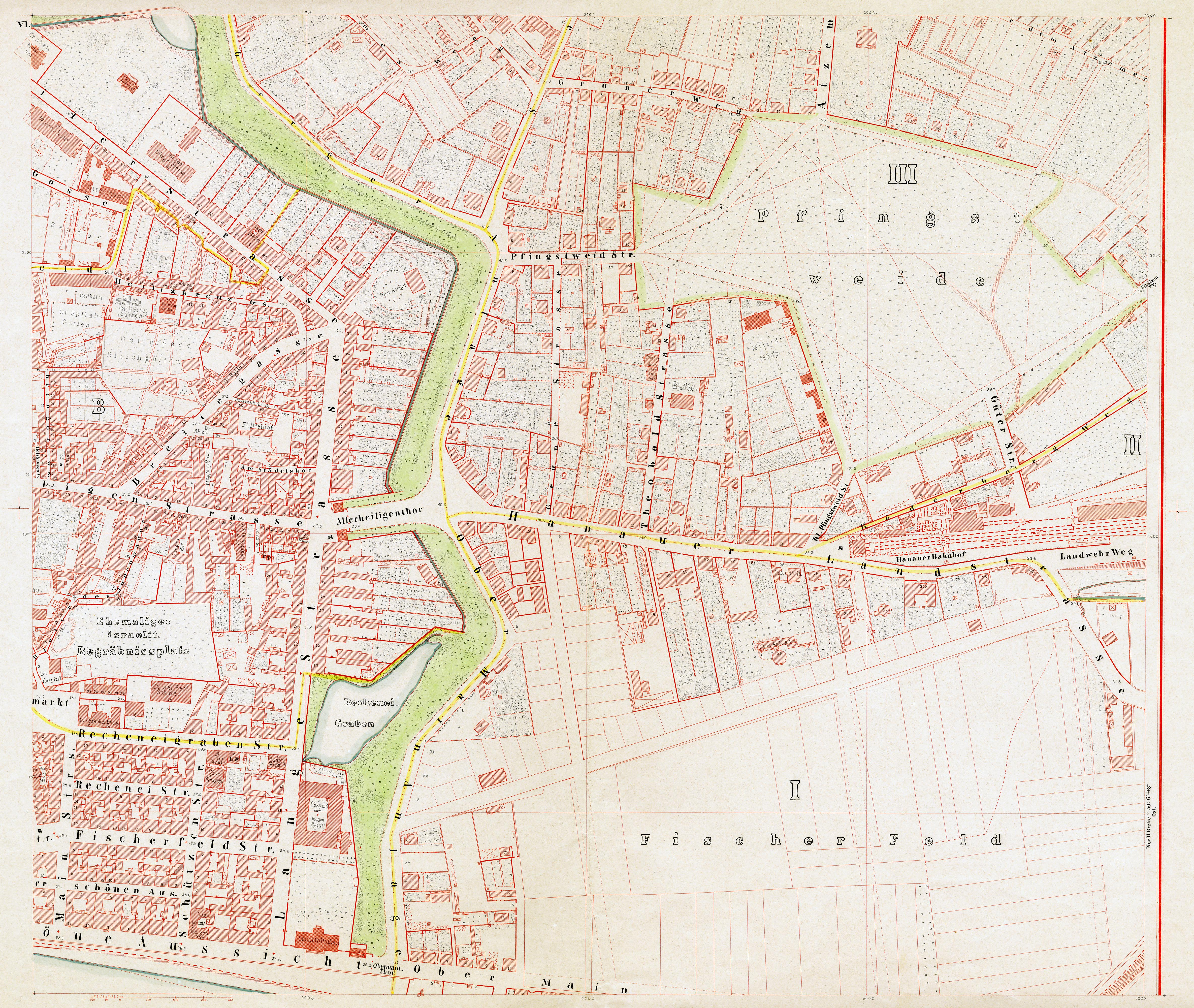
1861: Christs Kinderhospital (im Kartenausschnitt Christs Kinder-Hosp., Gebäude mit 4 bezeichnet) in der Theobald Strasse nördlich der Hanauer Landstrasse

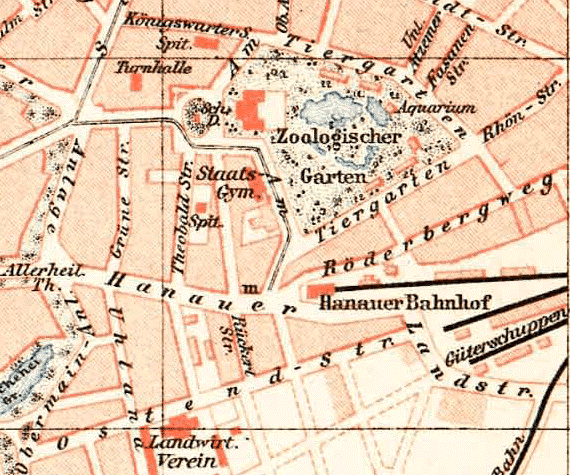
1893: Christs Kinderhospital (im Kartenausschnitt mit Spit. bezeichnet) in der Theobald Strasse nördlich der Hanauer Landstrasse

Als Christ 1841 nach langem Leiden starb, übernahm Stiebel die Aufgabe, dessen Vermächtnis zu realisieren. Das Kinderkrankenhaus sollte in der Straße entstehen, in der Johann Theobald Christ gelebt und praktiziert hatte, in der inzwischen nach ihm benannten Theobald Strasse (heute: Theobald-Christ-Straße) im Stadtteil Ostend. Der Grundstein für Christs Kinderhospital wurde am 13. August 1843 gelegt, das Haus mit einer Gartenanlage am 14. Januar 1845 feierlich eröffnet. Schon bald sprachen die Frankfurter vom „Spitälchen“, einer Verniedlichungsform des von Hospital abgeleiteten Kurzbegriffes Spital. Durch Zustiftungen wohlhabender Frankfurter Bürger gelang es, auch den zweiten Wunsch Christs zu erfüllen, direkt benachbart entstand Christs Entbindungshaus.

## Stiftung der Louise Freifrau von Rothschild

### Clementine Mädchenspital (1875–1899)
Louise Freifrau von Rothschild (1820–1894), jüngste Tochter von Nathan Mayer Rothschild (Bankier), stiftete im Jahr 1875 im Gedenken an ihre nach langer Krankheit verstorbene Tochter Clementine (1845–1865) das Clementine Mädchenspital. Dafür stellte sie 800.000 Goldmark und ihr – außerhalb der Stadt – an der Bornheimer Landwehr gelegenes Sommerhaus auf einem Areal von 10.000 m2 Fläche zur Verfügung. Louise von Rothschild ließ sich dazu von Experten aus dem Vereinigten Königreich beraten und auf dem Gelände durch die Architekten Alfred Friedrich Bluntschli (1842–1930) und Carl Jonas Mylius (1839–1883) ein modernes Hospital „im Pavillonsystem“ für 18 – 20 Betten mit allem Komfort errichten, den die damalige Zeit zu bieten hatte: „Erdclosets mit Fallröhren“ und „Luftcanäle“ unterhalb der Fußböden. Am Spital war zwischen den beiden als Camée-Relief ausgeführten Marmorbüsten von Louise und Clementine von Rothschild eine rechteckige Marmortafel angebracht, deren Widmung lautete: „Dem Andenken des theuren Kindes widmete diese Staette zur Linderung von Leiden: Louise von Rothschild, 1875“. Die medizinische Versorgung für Mädchen war kostenlos. 1887 legte Louise von Rothschild testamentarisch fest, dass die Stiftung auch nach ihrem Tod Bestand haben soll.

### Clementine Kinderhospital (1899–1938)

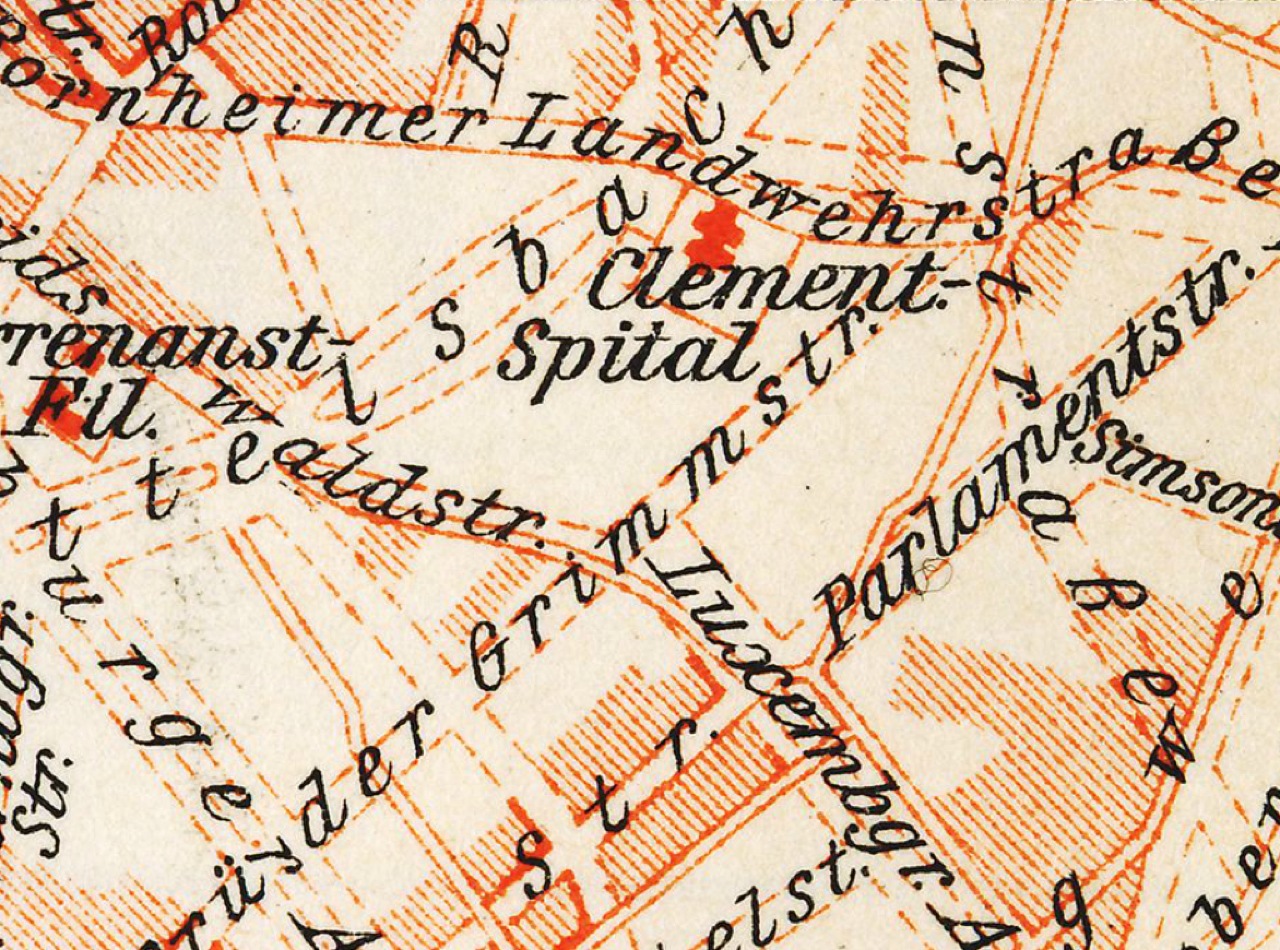
1904: Lage des Clementinen-Spitals an der Bornheimer Landwehrstraße

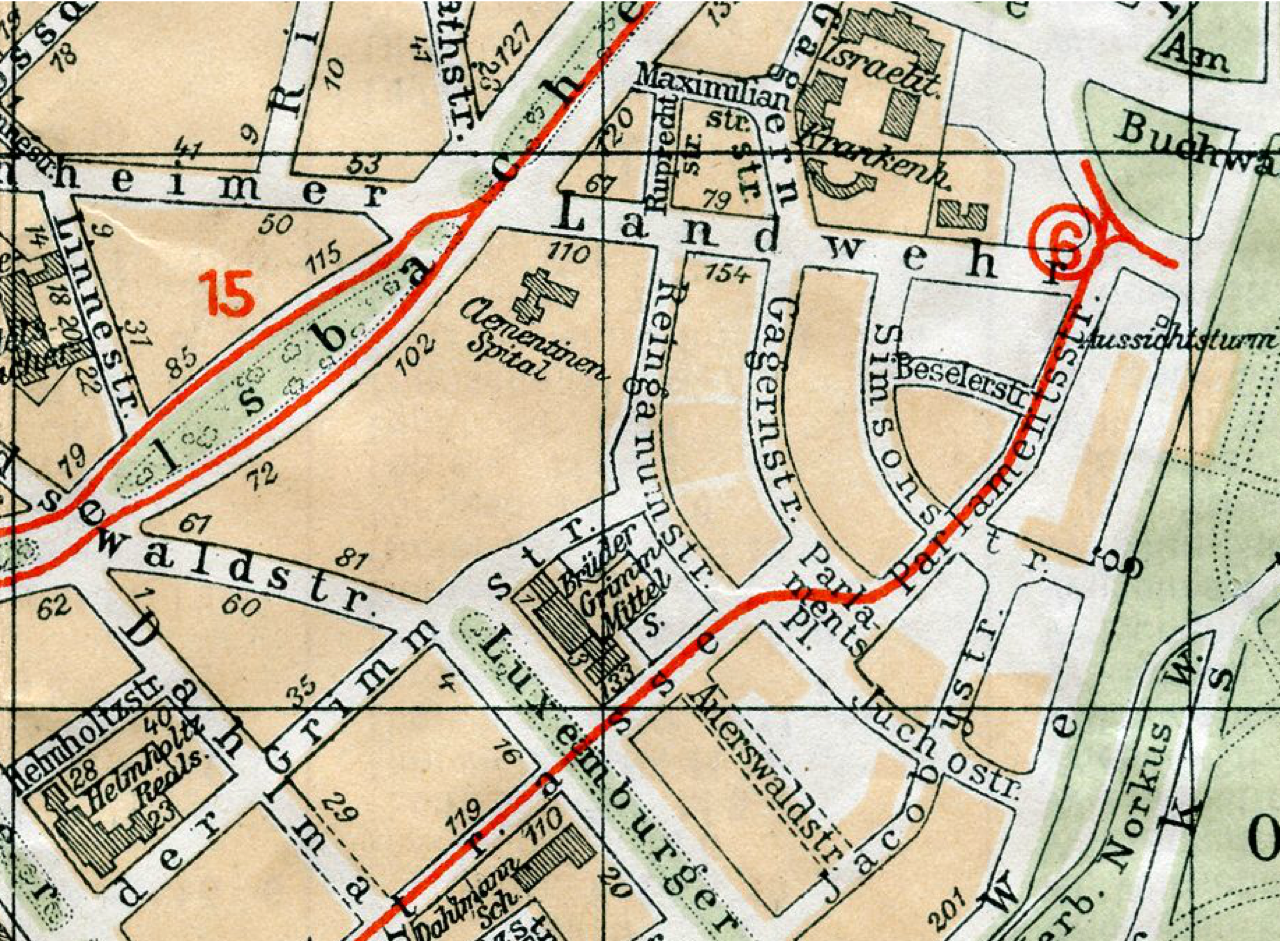
1933: Lage des Clementinen-Spitals an der Bornheimer Landwehr 110

Bereits im Jahr 1899 wurde die Kapazität des Spitals durch einen Anbau verdoppelt. Von diesem Zeitpunkt an wurden auch Knaben behandelt, wodurch es zur Umbenennung von Clementine Mädchenspital zu Clementine Spital kam. Clementine von Rothschild war die dritte von sieben Töchtern, ihre in London und Paris lebenden Schwestern unterstützten das Spital trotz des Ersten Weltkrieges bis in die 1920er Jahre hinein. 1928 übernahm der Vaterländische Frauenverein des Roten Kreuzes den Krankenhausbetrieb und den Stiftungsvorsitz.

## Drittes Reich
Nach der Machtergreifung der Nationalsozialisten 1933 wurden die festgelegten Zwecke der Dr. Christ‘schen Stiftung und der Louise von Rothschild-Stiftung missachtet, jüdische Ärzte und Vorstandsmitglieder wie z. B. Paul Grosser vertrieben. An jungen Patienten beider Einrichtungen wurden Euthanasie-Verbrechen begangen.

## Rotes-Kreuz-Kinderkrankenhaus (1938–1948)
Im Jahr 1938 wurde die Stiftung der Louise von Rothschild als "jüdische Organisation" von den Nazis aufgelöst, das Clementine Kinderhospital in Rotes-Kreuz-Kinderkrankenhaus umbenannt.

## Zerstörung
Am 4. Oktober 1943 wurden sowohl Christs Kinderkrankenhaus als auch das Clementine Kinderhospital durch alliiertes Bombardement zerstört, Menschen kamen dabei nicht zu Schaden.

## Neubeginn

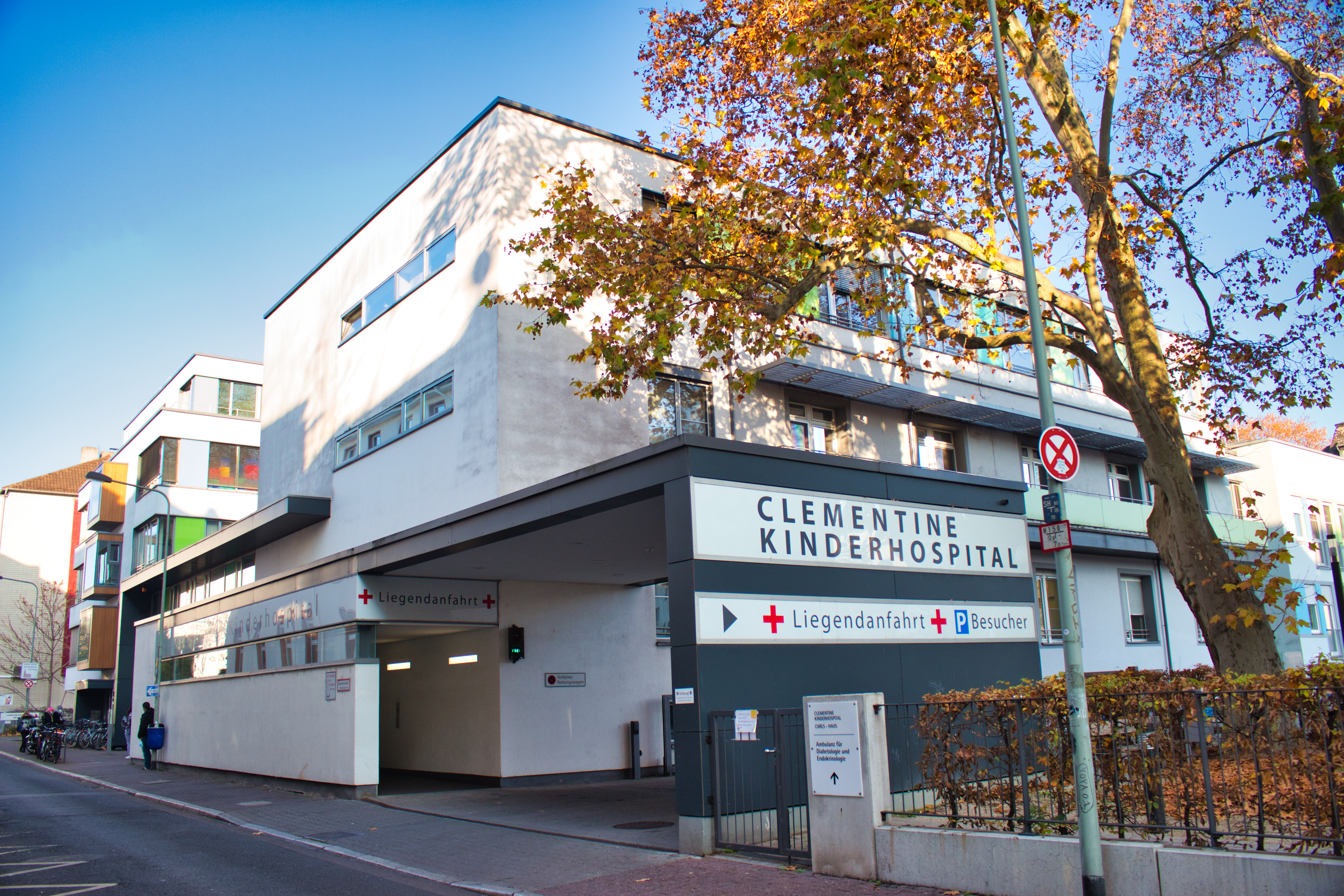
Einfahrt des Krankenhauses, Theobald-Christ-Straße

Nach dem Zweiten Weltkrieg wurde die Stiftung der Louise von Rothschild im Jahr 1948 wieder in ihre Rechte eingesetzt. Zwischen ihr und der Dr. Christ‘schen Stiftung kam es zur Vereinbarung einer Kooperation, die beide Kinderhospitale künftig vereinen sollte. Das wertvolle große Grundstück an der Bornheimer Landwehr wurde an die Stadt Frankfurt am Main verkauft. Von dessen Erlös konnte 1954 der Neubau des künftigen Clementine Kinderhospitals auf dem Trümmergrundstück von Dr. Christs Kinderhospital in der Theobaldstraße (heute: Theobald-Christ-Straße) finanziert werden, dessen Eröffnung 1955 stattfand.

## Fusion
Im Jahr 1974 wurden die beiden Stiftungen zur Clementine Kinderhospital Dr. Christ’schen Stiftung zusammengeschlossen, die als Träger des Clementine Kinderhospitals fungierte.
Per 1. Januar 2009 ging die Trägerschaft auf den Verein Frankfurter Stiftungskrankenhäuser über, der durch die Clementine Kinderhospital Dr. Christ’sche Stiftung und den Verein Bürgerhospital Frankfurt am Main gegründet worden war. Seitdem ist die Stiftung innerhalb der Vereinsgremien Interessenvertretung des Clementine Kinderhospitals und der Pädiatrie.

## Gedenken
Am 5. März 1998 wurde an der Adresse Theobald-Christ-Straße 16 mit der Enthüllung einer Bronze-Gedenktafel aller Kinder und Ärzte beider Kinderhospitale gedacht, die Opfer des Nationalsozialismus geworden waren.